# Eitzing (Górna Austria)
Eitzing – gmina w Austrii, w kraju związkowym Górna Austria, w powiecie Ried im Innkreis. Według Austriackiego Urzędu Statystycznego liczyła 752 mieszkańców (1 stycznia 2015).

## Współpraca
Miejscowość partnerska:
- Wald, Niemcy